# Jonathan David González
Jonathan González (n. Quinindé, Ecuador; 18 de enero de 1994) es un futbolista ecuatoriano. Juega de mediocentro ofensivo, extremo o lateral y su equipo actual es 22 de Julio F. C. de la Serie B de Ecuador.

## Trayectoria

### Independiente del Valle
Se inició en el Norte América, luego en el 2010 fue adquirido por el Independiente José Terán. Siendo su debut en el encuentro Manta Fútbol Club contra Independiente del Valle por la primera fecha del Campeonato Ecuatoriano 2013 donde su equipo perdió 3 a 1 de visitante. 
Fue considerado Joven Revelación del Campeonato Ecuatoriano 2013 participando en 42 ocasiones en las cuales marcó 6 goles con su club. Ha Jugado 4 partidos de la Copa Sudamericana, siendo pieza clave para su equipo. En la Copa Libertadores 2014 jugó 6 partidos donde su equipo no pudo superar la fase de grupos teniendo el mismo puntaje que el campeón San Lorenzo que sí pudo clasificar a octavos por goles de diferencia.

### Leones Negros
El 10 de diciembre de 2014 se confirmó su traspaso a los Leones Negros de la Liga MX, al cual se unió al terminar su participación con el Independiente del Valle

### Club León
Se confirmó su fichaje el 10 de junio de 2015 al Club León.

### Independiente del Valle
A mediados de la temporada 2016 de la Serie A de Ecuador regresó a Independiente del Valle.

### Club Olimpia
El 1 de enero de 2017 se confirmó su fichaje al Club Olimpia de Paraguay, equipo que contaba con Pablo Repetto como DT (su exentrenador en Independiente del Valle). Luego de un tiempo rescindió su contrato con el club debido a su irregularidad y principalmente por su bajo rendimiento.

### Liga Deportiva Universitaria
El 10 de marzo del 2017 se confirmó su llegada a Liga Deportiva Universitaria después de un corto plazo en Olimpia. Llegó hasta los octavos de final de la Copa Sudamericana 2017 donde fue eliminado por Fluminense.

### Club Deportivo Cuenca
En el 2019 se confirmó la contratación después de estar casi un año sin jugar, debido a haber sido suspendido por la Federación Ecuatoriana de Fútbol por haber adulterado su documentación para restarse dos años de edad. Llegó a jugar en muy buena forma anotando 4 goles para terminar un buen año.

### Dorados de Sinaloa
En el 2019 se unió al equipo para participar en el ascenso mexicano.

### Mushuc Runa
En 2022 fue contrato por una temporada por Mushuc Runa Sporting Club.

## Selección nacional
Jonathan González fue convocado para la selección de fútbol sub-20 de Ecuador comandada por Sixto Vizuete, teniendo buenas actuaciones en el Torneo Internacional de Fútbol Sub-20 de la Alcudia de 2014, donde los ecuatorianos terminaron en cuarto lugar. Fue convocado para los amistosos contra El Salvador y Estados Unidos.
Bajo el mando del director técnico Gustavo Quinteros, lo convocó a la selección ecuatoriana absoluta para el partido amistoso contra la selección de Panamá y para la Copa América 2015, también fue convocado a los partidos de eliminatorias contra la selección de Uruguay y la selección de Venezuela.

### Participaciones en eliminatorias
| Eliminatorias     | Sede            | Resultado    |
| ----------------- | --------------- | ------------ |
| Eliminatoria 2018 | América del Sur | No clasificó |

### Participaciones en Copas América
| Copa              | Sede  | Resultado     |
| ----------------- | ----- | ------------- |
| Copa América 2015 | Chile | Primera ronda |

## Clubes
Actualizado al último partido disputado el 1 de agosto de 2024.
| Club                         | País          | Año           | Partidos | Goles |
| ---------------------------- | ------------- | ------------- | -------- | ----- |
| Independiente del Valle      | Ecuador       | 2013-2014     | 97       | 14    |
| Leones Negros                | México        | 2015          | 17       | 2     |
| Club León                    | México        | 2015          | 14       | 2     |
| Independiente del Valle      | Ecuador       | 2016          | 22       | 1     |
| Club Olimpia                 | Paraguay      | 2017          | 4        | 0     |
| Liga Deportiva Universitaria | Ecuador       | 2017          | 35       | 0     |
| Deportivo Cuenca             | Ecuador       | 2019          | 23       | 4     |
| Dorados de Sinaloa           | México        | 2019          | 7        | 0     |
| Delfín S. C.                 | Ecuador       | 2020          | 27       | 1     |
| Aucas                        | Ecuador       | 2021          | 17       | 1     |
| Mushuc Runa S. C.            | Ecuador       | 2022          | 28       | 0     |
| 22 de Julio F. C.            | Ecuador       | 2023          | 20       | 6     |
| Vargas Torres                | Ecuador       | 2024          | 16       | 0     |
| 22 de Julio F. C.            | Ecuador       | 2024-act.     | 0        | 0     |
| Total carrera                | Total carrera | Total carrera | 327      | 31    |

## Palmarés

### Campeonatos nacionales
| Título                       | Equipo            | Año  |
| ---------------------------- | ----------------- | ---- |
| Segunda Categoría de Ecuador | 22 de Julio F. C. | 2024 |

### Distinciones individuales
| Distinción                                                            | Año  |
| --------------------------------------------------------------------- | ---- |
| Mejor Juvenil del Campeonato Ecuatoriano de Fútbol (otorgado por AFE) | 2014 |